# Gottfried Weimer
Gottfried Weimer (* 13. September 1890 in Eßlingen am Neckar; † 29. Juli 1957 in Altburg bei Calw) war ein deutscher Politiker (KPD). Er war Abgeordneter des Sächsischen Landtages.

## Leben
Weimer, Sohn eines Postschaffners, war das sechste von elf Kindern. Er erlernte den Lehrerberuf. Vor dem Ersten Weltkrieg war er im württembergischen Volksschuldienst tätig. 1917 trat er der USPD, Ende 1919 der KPD bei. Im April 1920 zog er nach Chemnitz und wurde Redakteur sowie kurz Chefredakteur bei der KPD-Zeitung Der Kämpfer. Im Dezember 1920 war Weimer Delegierter für den Bezirk Erzgebirge-Vogtland zum Vereinigungsparteitag der USPD (Linke) mit der KPD in Berlin. Im November 1920 wurde er auch in den Sächsischen Landtag gewählt. Weimer verteidigte auf dem Bezirksparteitag im März 1921 Paul Levi und dessen Kritik an der Politik der KPD. Er schied am 23. März 1921 sowohl aus der Redaktion des Kämpfers als auch als Abgeordneter aus dem Landtag aus. Für ihn rückte Ernst Schneller nach.
Im April 1921 wurde er von einem Gericht in Dresden wegen „Hochverrats“ angeklagt. Ihm wurde vorgeworfen, als verantwortlicher Redakteur Artikel aus der Roten Fahne übernommen zu haben. Weimer entzog sich der Vorladung zum Prozess in Dresden durch Umzug nach Altburg in Württemberg. Er wurde jedoch dort verhaftet und nach Dresden zurückgebracht. Paul Levi vertrat ihn vor Gericht. Da die besagten Artikel erst nach Ausscheiden Weimers aus der Redaktion erschienen waren, musste die Anklage fallen gelassen werden.
Im Juni 1921 kehrte Weimer nach Württemberg zurück und war ab 1922 wieder als Lehrer tätig. Er trat später der SPD bei. Er wohnte in Eßlingen und zuletzt bis zu seinem Tod in Altburg bei Calw.